# Tipula (Pterelachisus) alta
Tipula (Pterelachisus) alta is een tweevleugelige uit de familie langpootmuggen (Tipulidae). De soort komt voor in het Nearctisch gebied.